# Периклис Хадзилазару
Периклѝс Хадзилаза̀ру или Лаза̀ру (на гръцки: Περικλής Χατζηλαζάρου; на английски: Pericles Hadji Lazzaro) е гръцки общественик, американски дипломат и деец на Гръцката въоръжена пропаганда в Македония от началото на XX век. Хадзилазару е сред най-видните членове на Солунската гръцка община.

## Биография
Роден е в 1847 година в семейството на едрия поземлен собственик Иван Хаджилазаров (Йоанис Хр. Хадзилазару), притежаващ големи имоти първоначално в Сярско, а после в Солунско. Периклис с братята си Николаос и Еврипидис създадва търговско дружество под името „Синове на Йоанис Хадзилазару“, което се занимава с търговия със зърно и стоманени продукти. Капиталът му в началото на XX век се изчислява на 35 000 златни лири.
Жени се за Луси Кар Ъптън, дъщеря на сенатор от Вирджиния, а след смъртта ѝ – за Ефросини Василиу, по потекло от Епир и роднина на Павлос Мелас.
От началото на 1869 до лятото на 1908 година Хадзилзару е американски вицеконсул в Солун и заедно с брат си Николаос и майка им Хрисанти изиграват важна роля при спасяването на българката Стефана, довело до убийството на френския консул Жул Мулен и на германския Хенри Абът в 1876 г. В 1878 г. след провала на Олимпийското въстание участва с Йоанис Авгеринос, Тимолеон Маврудис, А. Папагеоргиу и епископ Николай Лусис в настаняването на бежанците от района на Олимп. Тези дейности се ръководят от Солунската митрополия и с финансовата подкрепа на Мъжкото братство в Солун, на което Хадзилазару е председател в 1874-1875 г.
Присъединява се към гръцката пропаганда в Македония и става част от Солунската организация, като си сътрудничи с много дейци, между които параходният агент Йоанис Емирис, Атанасиос Вогас, Георгиос Диволис, Евангелос Думас, Аргириос Захос, Теодорос Златанос, Атанасиос Калидопулос, Алкивиадис Малтос, Константинос Малтос, Димитриос Маргаропулос, Димитриос Занас, Маркос Теодоридис, Константинос Папагеоргиу, Георгиос Пендзикис, Георгиос Сохос, Константинос Турнивукас, Панайотис Тремас и Ираклис Ципис.
В 1912 година в дома му до убийството му се настанява крал Георгиос I. Хадзилазару умира в 1917 година. Името му носи улица в Солун.